# 息をするように
『息をするように』（いきをするように）は、2021年9月18日に公開された日本の短編映画。監督は枝優花、主演は伊藤万理華。Karin.の楽曲にインスパイアされた作品。  
思春期で 性自認やアイデンティティが不安定な主人公が、転校先で少年に出会ったことで、心の奥底の屈託を前向きに受け入れていく様を描く。
公開初日に東京・ユーロスペースにて上映前に舞台挨拶が行われ、伊藤、Karin.、枝監督が登壇した。

## 製作
監督の枝は、この作品がKarin.の楽曲にインスピレーションを得て作られたことなどを語り、「ずっとわからないものは存在していて、それは究極のところ自分自身なのではないかと思います。それは可笑しくも苦しいことですが、だからこそ生きているのだと思います。そう信じている私を救いたくて作りました」とコメントしている。
また、音楽を担当したKarin.は劇伴について「どうしたらアキとキイタの感情に寄り添うことが出来るのかを考え、何度も映像に音を合わせて紡ぎました。この劇伴は「綺麗な水色に墨を一滴垂らしたような音」をイメージの元、旋律を考え、弾かせていただきました。誰かを思った時に放たれる鋭い光や優しい眼差しを『息をするように』で感じました」とコメントしている。
初の少年役を演じた、主演の伊藤は「枝さんの言葉にできない淡い世界とKarin.さんの実直で優しい歌声を大画面でぜひ触れてほしいです。この撮影を通して、自分は、誰しも、誰かとの替えがきかない特別な存在なんだ、と救われました」とメッセージを送っている。

## キャスト
アキ
演 - 伊藤万理華
主人公。自身のアイデンティティや性自認に揺れる少年。
キイタ
演 - 小野寺晃良
アキが転校先で出会う少年。アキと一緒に過ごすようになる。
その他
- 鈴木武[5]
- 石黒雄太[5]
- 長田真英[5]
- 南久松真奈[5]
- 長谷川七虹[5]
- 箙瀬元啓[5]
- 加藤佳気[5]

## スタッフ
- 監督・脚本：枝優花
- 音楽：Karin.
- 主題歌：「過去と未来の間」作詞・作曲 Karin. (ユニバーサルシグマ)[2]
- 製作：田村克也、東小薗光宏
- プロデューサー：久保田恵、天野恵子
- 撮影：葛西幸祐
- 照明：大野浩伸
- 録音：伊豆田廉明
- 美術：徳田あゆみ
- スタイリスト：小宮山芽以
- ヘアメイク：扇本尚幸
- 編集：山本彩加
- 助監督：中薗大雅
- 制作担当：日出嶋伸哉
- 制作プロダクション：オフィスアッシュ
- 制作・配給：ブリッジヘッド